# Liste von E-Bassisten
Dies ist eine Liste bekannter E-Bassisten in alphabetischer Sortierung.

## A
- Barry Adamson (Magazine, The Bad Seeds)
- Karl Alvarez (Descendents, ALL)
- Amin Ali (Music Revelation Ensemble)
- Farida Amadou (Cocaïne Piss, Thurston Moore, Moor Mother)
- Jeff Ament (Pearl Jam)
- Panagiotis Andreou (Now vs. Now, New York Gypsy All Stars)
- Dan Andriano (Alkaline Trio)
- Tom Angelripper (Sodom)
- Emma Anzai (Sick Puppies)
- Tom Araya (Slayer)
- Reginald Arvizu aka „Fieldy“ (Korn)
- Ron Asheton † (The Stooges)
- Jürgen Attig (Felix de Luxe, Rainbirds)
- Melissa Auf der Maur (Hole, The Smashing Pumpkins)
- Kevin Ayers † (Soft Machine)
- Karin Axelsson (Sonic Syndicate)
- Pedro Aznar (Alas, Serú Girán)

## B
- Bob Babbitt † (Funk Brothers)
- Ralph Bach (J.B.O.)
- Decebal Badila (SWR Big Band)
- Steve Bailey
- Victor Bailey † (u. a. Weather Report, The Zawinul Syndicate)
- Jimmy Bain † (Dio, Rainbow)
- Lindsey Ann Ballato-Way / „Lyn-Z“ (Mindless Self Indulgence)
- Pierluigi Balducci (* 1971) (Tavernanova)
- Peter Baltes (Accept)
- Michael Balzary aka „Flea“ (Red Hot Chili Peppers)
- Aston Barrett † (Bob-Marley)
- Colin Bass (u. a. Camel)
- Daniel Bätge (Clueso)
- Sean Beasly (Dying Fetus)
- Andreas „Becks“ Becker (Jupiter Jones)
- Jens Becker (Running Wild, Grave Digger)
- Nick Beggs (Kajagoogoo)
- Pol Belardi
- Andy Bell (Oasis)
- Frank Bello (Anthrax)
- Jay Bentley (Bad Religion)
- Jeff Berlin (u. a. Bill Bruford)
- Alex Bernard (u. a. Malavoi, Mario Canonge)
- Guy Berryman (Coldplay)
- Marc Bertaux (Daniel Goyone, Trilok Gurtu)
- Martina Berther (True, Sophie Hunger)
- Eric Bischoff (Heaven Shall Burn)
- Vickie Blue (The Runaways)
- Tim Bogert † (Vanilla Fudge, Cactus, Beck, Bogert & Appice)
- Richard Bona (Joe Zawinul, Richard Bona-Band)
- Randy Bradbury (Pennywise)
- Nico Brandenburg
- Melvin Brannon (Dan Reed Network, Stevie Salas, Edgar-Winter-Band)
- Eik Breit  (Erste Allgemeine Verunsicherung)
- Rex Brown (Pantera)
- Jack Bruce † (Cream u. a.)
- Martin Brugger (Fazer)
- Bunny Brunel (u. a. CAB, Chick Corea, Herbie Hancock)
- Francis Buchholz (Scorpions)
- Tony Bunn (Michał Urbaniak, Sun Ra, Gabrielle Goodman)
- Jean-Jacques Burnel (The Stranglers)
- Cliff Burton † (Metallica)
- Philippe Bussonnet (Magma)
- Geezer Butler (Black Sabbath)
- Kevin Butler (Thy Art Is Murder)
- Tery Butler (Six Feet Under, Death, Massacre)
- Tony Butler (Big Country)

## C
- Fred Calderon (Carnifex)
- Alain Caron (Uzeb)
- Daniel P. Carter (A und The Lucky Nine)
- Jack Casady (Jefferson Airplane, Hot Tuna)
- Ralf Cetto
- Adalberto Cevasco
- Justin Chancellor (Tool)
- Chas Chandler † (The Animals)
- Johnny Christ (Avenged Sevenfold)
- Al Cisneros (Sleep)
- Kim Clarke (Defunkt)
- Stanley Clarke (u. a. Return to Forever)
- Les Claypool (u. a. Primus)
- Adam Clayton (U2)
- Bootsy Collins (James Brown, Parliament, Funkadelic)
- Tim Commerford (Rage Against the Machine, Audioslave)
- Stu Cook (Creedence Clearwater Revival)
- Charlotte Cooper (The Subways)
- John Cooper (Skillet)
- Shane Cooper
- Glenn Cornick † (Jethro Tull)
- Billy Cox (Jimi Hendrix: Band of Gypsys)
- Gabe Crisp (Whitechapel)
- Holger Czukay † (Can)

## D
- Yuri Daniel (Jan Garbarek)
- Joe Dart (Vulfpeck)
- John Deacon (Queen)
- Kim Deal (Pixies)
- Victoria De Angelis (Måneskin)
- Matthias Debus (BUNT)
- Jorge Degas (Xiame)
- Dario Deidda (Ettore Fioravanti, Roberto Gatto)
- Theo de Jong (Rob Franken, Herman van Veen)
- Sascha Delbrouck (Birth Control, Major Heuser)
- Brad Delson (Linkin Park)
- Carlitos del Puerto (The Chick Corea + Steve Gadd Band)
- Joey DeMaio (Manowar)
- Carlos „D“ Dengler (Interpol)
- Paul S. Denman (Sade)
- David Desrosiers (Simple Plan)
- Mohini Dey (Ranjit Barot)
- Dr. Matt Destruction (The Hives)
- Paul Di Leo (Nena, Rage and Beyond, Fozzy)
- Steve Di Giorgio (Death, Iced Earth)
- Mike Dirnt (Green Day)
- Nils Dittmann (Chirrock)
- Gail Ann Dorsey (u. a. David Bowie, Lenny Kravitz)
- Donald Dunn † (u. a. Blues Brothers)
- Trevor Dunn (Mr. Bungle)

## E
- Nathan East (Fourplay)
- Kai Eckhardt (John McLaughlin, Steps Ahead)
- John „Rhino“ Edwards (Status Quo)
- Richie Edwards (The Darkness)
- Colin Edwin (Porcupine Tree)
- Mark Egan (Gil Evans, Lew Soloff, Pat Metheny)
- Olve „Abbath Doom Occulta“ Eikemo (Immortal)
- David Ellefson (Megadeth)
- Reinier Elizarde (Pupy y Los que Son, Son)
- Martin Engelien (Klaus Lage, Go Music)
- John Entwistle † (The Who)
- * Kâmil Erdem (Oriental Wind, Asiaminor)
- Joe Escalante (The Vandals)
- Tobin Esperance (Papa Roach)
- Roy Estrada (Frank Zappa, Little Feat)
- Mark Evans (AC/DC)

## F
- Antoine Fafard (Spaced Out, Mystery)
- Falco † (Drahdiwaberl, Hallucination Company)
- David „Phoenix“ Farrell (Linkin Park)
- Johannes Felscher
- Douglas Ferguson (Camel)
- Jennifer Finch (L7)
- Claus Fischer (Stefan Raabs Heavytones)
- John Norwood Fisher (Fishbone)
- Nicolas Fiszman (Pili Pili, Chris Hinze)
- Jackie Flavelle † (Chris Barber)
- Flea (Red Hot Chili Peppers)
- David Flinn (Chelsea Grin)
- Mike Flores (Origin)
- Brandon Flowers (The Killers)
- Herbie Flowers (u. a. T. Rex)
- Carl-Johan „Peter Crispin“ Fogelklou (Mando Diao)
- Foley (Miles Davis, George Clinton)
- Bill Folwell † (Albert Ayler, The Insect Trust)
- Derek Forbes (Simple Minds, Propaganda)
- Tom Fowler † (Frank Zappa)
- Jackie Fox (The Runaways)
- Bruce Foxton (The Jam, Stiff Little Fingers)
- Nikolai Fraiture (The Strokes)
- Andy Fraser † (Free)
- Matt Freeman (Rancid)
- Markus Fritsch

## G
- Henning Gailing
- Jon Gallant (Billy Talent)
- Simon Gallup (The Cure)
- Jochen Gargitter (Frei.Wild)
- Ralf Gauck (u. a. Herman’s Hermits)
- Max Gerl
- Rinus Gerritsen (Golden Earring)
- Marcello Giuliani (Erik Truffaz)
- John Glascock † (u. a. Jethro Tull)
- Chris Glen (Sensational Alex Harvey Band, Ian Gillan, Michael Schenker)
- Roger Glover (Deep Purple)
- Kinga Głyk
- Žiga Golob
- Rodrigo González (Die Ärzte)
- Kim Gordon (Sonic Youth)
- Billy Gould (Faith No More)
- Kenny Gradney (Little Feat)
- Larry Graham (Sly & The Family Stone, Graham Central Station)
- Paul Gray (The Damned, UFO)
- Paul Gray † (Slipknot)
- Tony Grey
- Markus Großkopf (Helloween)
- Kelly Groucutt † (Electric Light Orchestra (ELO))
- Geddy Lee (Rush)
- Chuck Garric (Alice Cooper, Beasto Blanco)

## H
- Ivan Habernal (Marta Kubišová, Jason Schneider)
- Nikolai Hængsle (BigBang, The National Bank)
- Eugen Hahn (Modern Soul Band, Klaus Lenz)
- Stuart Hamm (Steve Vai, Joe Satriani)
- Jeffrey Hammond-Hammond (Jethro Tull)
- Steve Hanley (The Fall, The Lovers)
- Bob Hardy (Franz Ferdinand)
- Steve Harris (Iron Maiden)
- Jimmy Haslip (Yellowjackets)
- Evil Jared Hasselhoff (Bloodhound Gang)
- Hellmut Hattler (Kraan, Tab Two, Hattler)
- Michel Hatzigeorgiou (Aka Moon)
- Jukka Haavisto (Bossapoika, Beat, Bass & Bone)
- Heath (X Japan)
- Mikael Hedlund (Hypocrisy)
- Lorenz Heigenhuber (The Moonband)
- Eero Heinonen (The Rasmus)
- Richard Hell (Television, Johnny Thunders and the Heartbreakers)
- Jonas Hellborg (u. a. Mahavishnu Orchestra)
- Andreas „Dedi“ Herde (Juli)
- Louise van den Heuvel (Dishwasher, The Gallands, Sonic Hug, Melting Pot)
- Marco Hietala (Nightwish)
- Dusty Hill † (ZZ Top)
- Maximilian Hirning (Jazzrausch Bigband, LBT)
- Colin Hodgkinson (u. a. Back Door, Whitesnake, Ten Years After)
- Kurt Holzkämper
- Calum Hood (5 Seconds of Summer)
- Peter Hook (ehemals Joy Division und New Order)
- Hugh Hopper † (Soft Machine)
- Mark Hoppus (blink-182)
- Munir Hossn (The Zawinul Syndicate, Iyexá)
- Jepharee Howard (The Used)
- Litschie Hrdlička (Departure, Oktagon)
- Benjamin Hüllenkremer (u. a. Interzone)
- Glenn Hughes (u. a. Deep Purple)
- Thomas Hödtke (u. a. Matthias Reim,Jürgen Drews, Live Entertainment Award)

## I
- Illorca (Timoria, Miura)
- Ines (Broilers)
- John Illsley (Dire Straits)

## J
- Anthony Jackson
- Jean-Marc Jafet
- James Jamerson † (Studiomusiker bei Motown)
- Jason „Jay“ James (Bullet for My Valentine)
- Oneida James (u. a. Joe Cocker)
- Michael Janisch
- Hervé Jeanne (Roger Cicero)
- Thomas Jenkinson (Squarepusher)
- Robin Jermer (The Ark)
- Prakash John (div.)
- Alphonso Johnson
- Louis Johnson † (u. a. The Brothers Johnson, Michael Jackson, Quincy Jones)
- Alan Jones (The Shadows)
- Darryl Jones (u. a. Miles Davis, Sting, Bill Evans, Rolling Stones)
- John Paul Jones (Led Zeppelin)
- Percy Jones (Brand X, Tunnels)
- Thomy Jordi (Intergalactic Maidenballet, Rosenstolz, Helge Schneider)
- Heiko Jung (Panzerballett)

## K
- Tony Kanal (No Doubt)
- Mick Karn †
- Alex „Dirk Lance“ Katunich (Incubus)
- Carol Kaye (Phil Spector)
- Jan Kazda (Tom Mega)
- Tom Kennedy (Dave Weckl Band)
- Ben Kenney (Incubus)
- Tom Kennedy (Steps Ahead, Tania Maria, Dave Weckl)
- Lemmy Kilmister † (Motörhead)
- Dave King (u. a. Embryo, Snowball)
- Mark King (Level 42)
- Kiro (Cinema Bizarre)
- Maarja Kivi (Vanilla Ninja)
- Walter Kohn (Sixtyfive Cadillac)
- Herbie Kopf (George Gruntz Trio)
- Jason Köhnen (Celestial Season, The Mount Fuji Doomjazz Corporation, The Kilimanjaro Darkjazz Ensemble u. a.)
- Piotr Komosiński (Potty Umbrella, Hotel Kosmos, Ex Usu, Indivi-Duo, u. a.)
- Markus Kössler (Die Fantastischen Vier)
- Julian Köster (aVid*)
- Greg Kriesel (The Offspring)
- Mike Kroeger (Nickelback)
- Hansi Kürsch (Blind Guardian)
- Mischa Krausz
- Michael „Micha“ Kunzi (Münchener Freiheit)
- Brent Kutzle (OneRepublic)

## L
- Abe Laboriel (u. a. Koinonia, Ron Kenoly)
- Greg Lake † (u. a. King Crimson und Emerson, Lake & Palmer)
- Alan Lancaster † (Status Quo)
- Hajo Lange (Horst Jankowski)
- Willi Langer (u. a. Count Basic)
- Dave LaRue (Steve Morse Band, John Petrucci)
- Bill Laswell (u. a. Praxis und Material)
- Steve Lawson
- Jim Lea (Slade)
- Michael League (Snarky Puppy)
- Frédéric Leclercq (DragonForce)
- Geddy Lee (Rush)
- John Lee (Chris Hinze, Dizzy Gillespie)
- Will Lee (Tonight Show)
- Tim Lefebvre (Tedeschi Trucks Band, Michael Wollny)
- Michael LePond (Symphony X)
- Phil Lesh (Grateful Dead)
- Tony Levin (u. a. King Crimson, Peter Gabriel und Pink Floyd)
- Richard Keith „Cass“ Lewis (Skunk Anansie)
- Christian Liebig (Karat)
- Hagen Liebing † (Die Ärzte)
- Georg Listing (Tokio Hotel)
- David Lock  (The Black Dahlia Murder)
- Andrea Lombardini (Mario Biondi, Malika Ayane, Red Canzian und Annalisa Scarrone)
- Andreas Lonardoni (u. a. Anne Haigis)
- Peter London (Crashdiet)
- Dick Lövgren (Meshuggah)
- Ted Lundström (Amon Amarth)
- Kay Lutter (In Extremo)
- Matthew Lux
- Phil Lynott † (Thin Lizzy)
- Leo Lyons (Ten Years After)
- John Levén (Europe)

## M
- Hans Maahn (Hoelderlin, Gianna Nannini u. v. a.)
- Graham Maby (Joe Jackson)
- Al MacDowell (Ornette Coleman)
- Edward Maclean (Denyo, Ron Spielman, Dendemann, Söhne Mannheims)
- Ralf Mähnhöfer (Cem Karaca, Anatology, Angela Brown, De Schlapphööt, Compania Bataclan u. v. a.)
- Musa Manzini
- Alex Malheiros (Azymuth)
- Robbee Mariano (Söhne Mannheims)
- Brian Marshall (Creed, Alter Bridge)
- Ryan Martinie aka „Ryknow“ (Mudvayne)
- Glen Matlock (Sex Pistols)
- Charly Maucher (u. a. Jane, Harlis)
- John Maurer (Social Distortion)
- Nathen Maxwell (Flogging Molly)
- Spencer Mbadu (McCoy, Hotep Idris Galeta, Abdullah Ibrahim, 46664)
- Étienne M’Bappé
- Francis Mbappe (Manu Dibango)
- Laurie McAllister (The Runaways)
- Gerry McAvoy (Rory Gallagher)
- Paul McCartney (u. a. The Beatles)
- Jason „Cone“ McCaslin (Sum 41)
- Eric McCredie † (Middle of the Road)
- Danny McCulloch † (Eric Burdon and the Animals)
- Hugh McDonald (u. a. Bon Jovi, Cher)
- Duff McKagan (u. a. Guns N’ Roses)
- Gordon McPherson (I Declare War)
- Nate Mendel (Foo Fighters)
- Zack Merrick (All Time Low)
- Dave Meros (Spock’s Beard, Eric Burdon)
- Andreas „Andi“ Meurer (Die Toten Hosen)
- Bernhard Meyer (MELT-Trio, MSV Brecht)
- Marc Mezgolits (Phraim, Sarah Chaksad)
- Fat Mike (NOFX)
- Marcus Miller (u. a. Miles Davis, David Sanborn, Al Jarreau)
- Mike Mills (R.E.M.)
- Moeh (The Inchtabokatables, Motomatic, Potentia Animi)
- Frédéric Monino
- Jan Müller (Tocotronic)
- Max Mucha (SBB)
- Ivan Munguia (Brain Drill)
- John Myung (Dream Theater)

## N
- Mitsuru Nasuno, Improvisationsmusiker
- Me’shell Ndegeocello
- Raki Neidhardt (The Wohlstandskinder)
- Jason Newsted (Metallica, Voivod)
- Andy Nicholson (Arctic Monkeys)
- Ida  Nielsen (Prince)
- Greg Norton (Hüsker Dü)
- Krist Novoselić (Nirvana)
- Jonathan Noyce (Jethro Tull)

## O
- Shavo Odadjian (System of a Down)
- Brian Odgers (Apollo 100, Georgie Fame, Lou Reed, Al Stewart, Vangelis)
- Nick Oliveri (Kyuss, Queens of the Stone Age)
- Jerry Only (The Misfits)
- Stefan Olsdal (Placebo)
- Nick O’Malley (Arctic Monkeys)
- Paula O’Rourke (Eric Burdon)
- Patrick O’Hearn (Frank Zappa)
- Ox (Samer el Nahhal) (Lordi)

## P
- Mikko Heinrik Julius Paananen (HIM)
- Pino Palladino (u. a. Paul Young, The Who)
- Felix Pastorius (Cindy Blackman, Yellowjackets)
- Jaco Pastorius † (u. a. Paul Bley, Weather Report)
- John Patitucci (u. a. B. B. King, Chick Corea, Wayne Shorter)
- Matt Pegg (Procol Harum)
- Florian Penner (u. a. Reaktor)
- Alain Pérez (u. a. Celia Cruz)
- Dieter Petereit (u. a. Passport)
- Tom Petersson (Cheap Trick)
- Kristen Pfaff † (Hole)
- Dudley Phillips (Ryder)
- Jeff Pilson (Dokken, Dio)
- Doug Pinnick (King’s X)
- Michael Pipoquinha
- P-Nut (Aaron Charles Wills) (311)
- Lee Pomeroy (Take That)
- Mike Porcaro † (Toto)
- Dougie Poynter (McFly)
- Manfred Praeker † (Nina Hagen Band, Spliff)
- Guy Pratt (Pink Floyd, The Transit Kings)
- Jaime Preciado (Pierce the Veil)
- Pino Presti (Astor Piazzolla, Gerry Mulligan, Shirley Bassey, Wilson Pickett)
- Rocco Prestia † (Tower of Power)
- Steve Priest † (The Sweet)
- Joe Principe (Rise Against)
- Ashley Purdy (Black Veil Brides)

## Q
- Suzi Quatro
- Queen Sylvia (Lefty Dizz, Louisiana Red)

## R
- Stefan Rademacher (Axel Fischbacher, Billy Cobham)
- Rollo Radford (Siegel-Schwall Band, Sun Ra)
- Max Rafferty (The Kooks)
- Chuck Rainey (u. a. Marvin Gaye, Aretha Franklin)
- Twiggy Ramirez (Jeordie White) (Marilyn Manson, A Perfect Circle, Nine Inch Nails)
- C. J. Ramone (Ramones)
- Dee Dee Ramone (Ramones)
- Sven „Eddie“ Räther (Slime)
- Philipp Rauenbusch (Reamonn)
- Dexter Redding (The Reddings)
- Noel Redding † (The Jimi Hendrix Experience)
- Scott Reeder (Kyuss, Unida)
- Keanu Reeves (Dogstar, Becky)
- Jonas Reingold (The Flower Kings)
- Reita (The Gazette)
- Tom Relleen (The Oscillation, Tomaga)
- Stefan Rey (Radius)
- Hans-Jürgen „Jäcki“ Reznicek (u. a. Silly, Pankow)
- Stuart Richardson (Lostprophets)
- Matthias „Hiasl“ Richter (Schandmaul, Weto)
- Oliver Riedel (Rammstein)
- Sam Rivers (Limp Bizkit)
- Magnus Rosén (Hammerfall)
- Paolo Rossi (Fleshgod Apocalypse)
- Andy Rourke † (The Smiths)
- John Rostill † (The Shadows)
- Mike Rutherford (Genesis)
- Raul Ruutu (Sunrise Avenue)
- Florian Rynkowski (Luciel)

## S
- Sahnie (Hans Runge) (Die Ärzte)
- Takashi „Saga“ Sakamoto (Alice Nine)
- Troy Sanders (Mastodon)
- Nikola Sarcevic (Millencolin)
- Rudy Sarzo (Quiet Riot, Ozzy Osbourne)
- Fernando Saunders (u. a. Jan Hammer Group, Lou Reed)
- Mel Schacher (Grand Funk Railroad)
- Hannes Schäfer (Fury in the Slaughterhouse)
- Carsten „Kiro“ Schäfer (Cinema Bizarre)
- Jerry Scheff (u. a. Elvis Presley, Bob Dylan, The Doors)
- Stefan Scheib (Liquid Penguin Ensemble)
- Dirk Schlächter (Gamma Ray)
- Torsten Scholz (Beatsteaks)
- Jerry „Wyzard“ Seay (Mother’s Finest)
- Robbie Shakespeare † (Reggae, Sly & Robbie)
- Billy Sheehan (u. a. David Lee Roth, Mr. Big)
- Wolfgang Schmid (Jazz, Funk, Fusion; auch Komponist und Produzent)
- Leo Schmidthals (Selig, Heinz Rudolf Kunze)
- Timothy B. Schmit (Eagles)
- Kai Sichtermann (Ton Steine Scherben)
- Günther Sigl (Spider Murphy Gang)
- Gene Simmons (Kiss)
- Paul Simonon (The Clash)
- Ryan Sinn (Angels & Airwaves, The Distillers)
- Mat Sinner (Sinner, Primal Fear, Voodoo Circle)
- Nikki Sixx (Mötley Crüe)
- Leland Sklar (u. a. Billy Cobham, Phil Collins, The Section)
- Tim Skold (Marilyn Manson, MDFMK, KMFDM)
- Rhonda Smith (Prince)
- Paul Speckmann (u. a. Master, Abomination, Krabathor)
- Florian „Flo“ Speer (Revolverheld)
- Ferruccio Spinetti (Avion Travel)
- Chris Squire † (Yes)
- Rob Statham
- Michael Steele (The Bangles)
- Peter Steele † (Carnivore, Type O Negative)
- T. M. Stevens †, Heavy Metal Funk
- Thomas Stieger (Sarah Connor)
- Sting (u. a. The Police)
- Tommy Stinson (Guns N’ Roses)
- Mark Stoermer (The Killers)
- Johannes Stolle (Silbermond)
- Alec John Such † (Bon Jovi)
- Steve Swallow, (Carla Bley, Gary Burton)
- Lloyd Swanton (The Necks, The Catholics)

## T
- Jamaaladeen Tacuma
- Simon Tailleu
- Taka (Galneryus)
- Garry Tallent (E Street Band)
- Mark Tavassol (Wir sind Helden)
- Ares Tavolazzi (Area)
- John Taylor (Duran Duran)
- Larry Taylor † (Canned Heat, John Mayall)
- Jason Thirsk † (Pennywise)
- Paul Anthony Thomas (Good Charlotte)
- Dougie Thomson (Supertramp)
- Mike Tiner (All Shall Perish)
- Victory Tischler-Blue (The Runaways)
- Wayman Tisdale
- Toshiya (Dir en grey)
- Pete Trewavas (Marillion)
- Robert Trujillo (Metallica, Suicidal Tendencies, Ozzy Osbourne, Infectious Grooves)
- Janno Trump
- Martin Turner (Wishbone Ash)
- Robert Turner, Pseudonym von Robert Levon Been (Black Rebel Motorcycle Club)

## U
- Terry Uttley (Smokie)

## V
- Gerald Veasley, Fusionjazz-Bassist
- Tobias Vedovelli (Yasmo & die Klangkantine)
- Alex Venturella (Slipknot)
- Laurent Vernerey (Didier Lockwood, Manau)
- Sid Vicious † (Sex Pistols)
- Juan Camilo Villa (u. a. Marialy Pacheco)
- Alejandra Villarreal (The Warning)
- David Vincent (Morbid Angel)
- Susanne Vogel (u. a. Sabrina Setlur, Inga Rumpf)
- Klaus Voormann (Manfred Mann, Plastic Ono Band)
- Goran Vujić (LaFee, Phishbacher)

## W
- Matthew Wachter (Angels & Airwaves)
- Chris Wagner (Oceano)
- Jon Walker (Panic at the Disco)
- Reggie Washington (Ronald Shannon Jackson, Steve Coleman)
- Roger Waters (Pink Floyd)
- Mike Watt (Minutemen, Firehose)
- Mikey Way (My Chemical Romance)
- Alex Webster (Cannibal Corpse)
- Dallon Weekes (Panic! at the Disco, The Brobecks)
- Stephan Weidner (Böhse Onkelz, Der W)
- Martin Weinert (Susan Weinert)
- Pete Wentz (Fall Out Boy)
- Wess (Wesley Johnson) †
- John Wetton † (u. a. King Crimson, Wishbone Ash)
- Tina Weymouth (Talking Heads)
- Jeordie White (Marilyn Manson, Nine Inch Nails, A Perfect Circle)
- Mark White (Spin Doctors)
- Verdine White (Earth, Wind & Fire)
- Tal Wilkenfeld (u. a. Jeff Beck, Chick Corea, Herbie Hancock)
- Ryan „Bart“ Williams (The Black Dahlia Murder)
- Cliff Williams (AC/DC)
- Gary Willis (Tribal Tech)
- Mark Wilson (Jet)
- Doug Wimbish (Sugarhill Gang, Living Colour)
- Nicky Wire (Manic Street Preachers)
- Jah Wobble (Public Image Ltd.)
- Tom Wolk † ( Hall & Oates)
- Chris Wolstenholme (Muse)
- Victor Wooten (u. a. Béla Fleck and the Flecktones)
- D’arcy Wretzky (Smashing Pumpkins)
- Rob Wright (No Means No)
- Lisa-Rebecca Wulff (Goetz Steeger)
- Bill Wyman (The Rolling Stones)

## Y
- Bruce Yaw (u. a. Lou Reed, Everyman Band)

## Z
- Igor Zakus (u. a. VIA Gra)
- Stuart Zender (u. a. Jamiroquai)
- Martin Ziaja  (u. a.  Popolski)
- Daniel Ziegler, Solist
- Fabio Zuffanti (u. a. Höstsonaten)
- Félix Zurstrassen (u. a. LG Jazz Collective)
- Wolfgang Zwiauer (Züri West, Swiss Jazz Orchestra, Enders Room)